# 欧布纳松
欧布纳松（法語：Aubenasson，法語發音：[obnasɔ̃]）是法国德龙省的一个市镇，位于该省中部，属于迪镇区。

## 地理
欧布纳松（44°41'7"N, 5°8'23"E）面积6.69 平方千米，位于法国奥弗涅-罗讷-阿尔卑斯大区德龙省，该省份为法国东南部内陆省份，北起顺时针与伊泽尔省、上阿尔卑斯省、上普罗旺斯阿尔卑斯省、沃克吕兹省和阿尔代什省接壤。
与欧布纳松接壤的市镇（或旧市镇、城区）包括：米拉贝勒和布拉孔、皮耶格罗-拉克拉斯特尔、迪瓦地区圣索沃尔、苏村、萨扬。

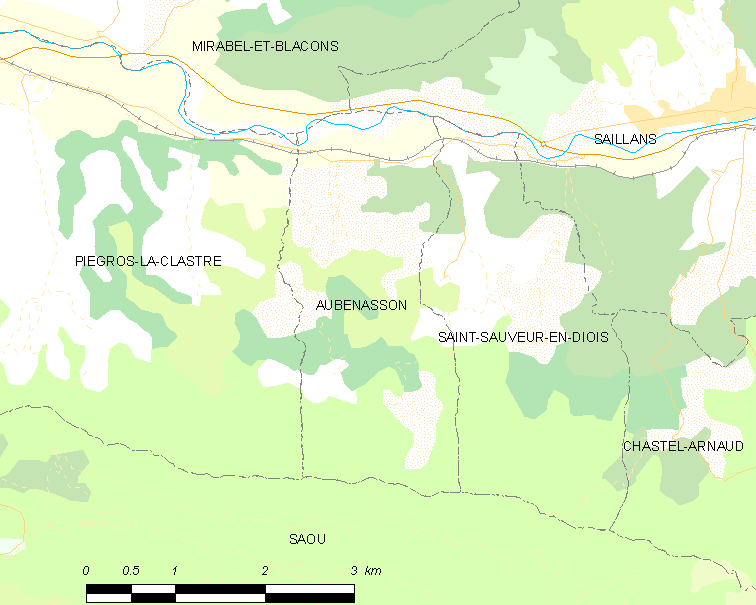
欧布纳松的OSM定位图

欧布纳松的时区为UTC+01:00、UTC+02:00（夏令时）。

## 行政
欧布纳松的邮政编码为26340，INSEE市镇编码为26015。

## 政治
欧布纳松所属的省级选区为迪瓦县。

## 人口

1962-2008年间欧布纳松人口变化图示

欧布纳松于2022年1月1日时的人口数量为76人。